# Giuseppe Šebesta
Giuseppe Šebesta (Trento, 24 luglio 1919 – Fondo, 9 marzo 2005) è stato uno scrittore, artista, etnografo e documentarista scientifico italiano.

## Biografia
Nasce a Trento nel 1919 da padre boemo e da madre trentina. La famiglia paterna era originaria del villaggio di Týn nad Vltavou in Cecoslovacchia, dove svolgeva l'attività di produzione di ventilabri meccanici per le granaglie, che poi si insediò a Praga e a Brno. Mantiene la cittadinanza cecoslovacca fino al compimento della maggiore età, diventando cittadino italiano nel 1940. Svolge gli studi liceali nella sua città natale ed in seguito studia chimica presso l'Università degli Studi di Pavia. Durante la Seconda Guerra mondiale insegna chimica prima a Trento e poi a Baselga di Piné; nel corso di questi anni inizia ad appassionarsi alla cinematografia.
Finita la guerra si trasferisce a Milano, dove si occupa dell'evoluzione del movimento dell'immagine presso il Centro sperimentale della Ducati. Alla fine degli anni '40 si ritira in Valle dei Mocheni per dedicarsi alla passione per il cinema e vivendo a stretto contatto con gli abitanti del luogo, stabilendo così un primo approccio all'etnografia e iniziando a raccogliere materiale documentaristico. Nel 1951 si trasferisce a Roma per lavorare come regista, realizzando i suoi primi documentari di argomento scientifico e folkloristico; questo lavoro lo porta a viaggiare e ad approfondire le culture dell'Europa orientale, dell'Asia minore e della Scandinavia. Queste esperienze in ambito etnografico sono il tema anche delle sue prime pubblicazioni.
Nel 1964 ritorna definitivamente a Trento, dove fonda il "Comitato etnografico trentino". L'opera del comitato si tradusse nel 1968 con la fondazione del Museo degli usi e costumi della gente trentina a San Michele all'Adige, di cui sarà direttore fino al 1984. L'esperienza trentina venne replicata anche in altre regioni italiane: a Santarcangelo di Romagna progetta e fonda il Museo degli usi e costumi della gente di Romagna  (inaugurato nel 1980) e a Codissago di Longarone il Museo degli Zattieri del Piave (aperto nel 2004). Negli anni '70 partecipa alla stesura di un libro di metodologia per la ricerca etnografica sul territorio per l'Accademia Olimpica di Vicenza, mentre negli anni '80 collabora alla produzione dell'Atlante linguistico etnografico friulano (ASLEF) di Giovan Battista Pellegrini.
Nel 1981 viene insignito dalla Presidenza della Rupubblica della medaglia d'argento ai Benemeriti della scuola, della cultura e dell'arte; è membro dell'Accademia Roveretana degli Agiati, è consigliere di AIMA (Associazione italiana musei agricoli) e fa parte del comitato nazionale dell'International Council of Museums. Muore a Fondo in Val di Non il 9 marzo 2005 all'età di 85 anni. Nel 2012 il comune di Trento gli intitola una strada nel corso della denominazione delle vie del nuovo quartiere de Le Albere.